# Chabab Riadhi Baladiat Dréan
Maillots
Le Chabab Riadhi Baladiat Dréan (en arabe : الشباب الرياضي لبلدية الذرعان), plus couramment abrégé en CRB Dréan, est un club algérien de football fondé en 1932 et basé dans la ville de Dréan, dans la wilaya d'El Tarf.

## Histoire
Le club a accédé pour la première fois de son histoire en championnat d'Algérie de D2 pour évoluer pendant deux saisons consécutives (2006-2007 et 2007-2008). 
À cette époque le club portait le nom de l'Union Sportive Mittal Dréan. et les couleurs de la multinationale Mittal Steel Company (spécialisée en sidérurgie, installée à l'époque dans la région).
Actuellement, le club évolue en Régional 2 de Annaba (D5).

## Palmarès
| Compétitions nationales                   |
| ----------------------------------------- |
| - DNA (1) : - Champion Gr. est : 2005-06. |

## Logos et couleurs
Le club a connu un changement notable de ces symboles (couleurs et logo) à la suite du parrainage de l'équipe par la compagnie Mittal Steel Company.
| Maillot de · l'ex-USM Dréan |

## Anciens présidents
- Menadi Aïssa

## Principaux sponsors
- Anciennement Mittal Steel Company